# Station Maksymilianowo
Station Maksymilianowo is een spoorwegstation in de Poolse plaats Maksymilianowo.